# Albrecht Knauf
Albrecht Knauf (* 30. November 1940) ist ein Dortmunder Unternehmer. Er war Gründer und bis 2011 Mitinhaber der Fluggesellschaft Eurowings und ist alleiniger Gesellschafter von Knauf Interfer in Essen und Geschäftsführer von Knauf Perlite.

## Leben
Albrecht Knauf ist ein Sohn von Karl Knauf, der gemeinsam mit seinem Bruder Alfons Knauf 1932 eine Gipsgrube gründete, aus der sich das heute weltweit tätige Unternehmen Knauf Gips entwickelte.

## Wirken
Albrechts Bruder Baldwin Knauf und sein Cousin Nikolaus Knauf traten 1969 als persönlich haftende Gesellschafter in die Unternehmensführung ein, Albrecht wurde 1970 gemeinsam mit sechs weiteren Nachkommen der Gründer Kommanditist. Er wurde später dann Geschäftsführer des Tochterunternehmens Knauf Perlite und erwarb 2004 das einst Stinnes Interfer genannte Stahlunternehmen, das er zur Knauf Interfer umformte; 2013 erwarb er außerdem einen Anteil von 8 % an dessen Konkurrenten Klöckner & Co.
Seit März 2012 gehört ihm und seiner Familie auch das Unternehmen Harpen Immobilien.

### Weitere Engagements
Knauf war vom 20. November 2005 bis 23. November 2008 Vizepräsident des Bundesligisten Borussia Dortmund und bildete zusammen mit Reinhard Rauball und Reinhold Lunow den Vorstand.